# Devonshire Recreation Club Field
Devonshire Recreation Club Field – mały stadion piłkarski w parafii Devonshire Parish na Bermudach. Posiada nawierzchnię trawiastą. Może pomieścić 1000 osób.